# On Time
| Оценки критиков | Оценки критиков |
| Источник        | Оценка          |
| --------------- | --------------- |
| Allmusic        | [ 2 ]           |
| Rolling Stone   | [ 3 ]           |

On Time — дебютный студийный альбом хард-рок-группы Grand Funk Railroad, выпущенный в августе 1969 года на лейбле Capitol Records. Продюсером выступил Терри Найт.
Первый сингл группы из этого альбома — «Time Machine» — едва сумел пробиться в хит-парад 50 лучших синглов, достигнув 48 позиции, но после успеха их второго альбома Grand Funk (также известного под названием  The Red Album) в 1970 году пластинка On Time получила статус золотой — это один из четырёх золотых сертификатов, присвоенных группе в тот год Американской ассоциацией звукозаписывающих компаний. В том же году статус золотого получили альбомы Closer to Home (1970) и Live Album (1970).
В 2002 году на CD была выпущена ремастированная версия On Time с бонус-треками, а также в составе лимитированного бокс-сета Trunk of Funk (рус. Чемоданчик фанка), в который вошли первые четыре альбома группы. В данном бокс-сете были предусмотрены отделения для 12 CD, чтобы вместить запланированные к переизданию остальные восемь альбомов группы, вышедших на лейбле Capitol Records. Также там были 3D-очки с пластинки Shinin' On, медиатор для гитары и стикер в виде билета на концерт.

## Список композиций
Автор всех песен — Марк Фарнер.
| №  | Название           | Длительность |
| -- | ------------------ | ------------ |
| 1. | «Are You Ready»    | 3:28         |
| 2. | «Anybody's Answer» | 5:17         |
| 3. | «Time Machine»     | 3:45         |
| 4. | «High on a Horse»  | 2:56         |
| 5. | «T.N.U.C.»         | 8:42         |

| №   | Название              | Длительность |
| --- | --------------------- | ------------ |
| 6.  | «Into the Sun»        | 6:29         |
| 7.  | «Heartbreaker»        | 6:35         |
| 8.  | «Call Yourself a Man» | 3:05         |
| 9.  | «Can't Be Too Long»   | 6:34         |
| 10. | «Ups and Downs»       | 5:01         |

## Музыканты
- Дон Брюер[англ.] — ударные, вокал
- Марк Фарнер — гитара, фортепиано, губная гармоника, вокал
- Мел Шачер[англ.] — бас

## Чарты
Альбом
| Год  | Чарт      | Позиция |
| ---- | --------- | ------- |
| 1969 | Австралия | 14      |
| 1969 | Канада    | 35      |
| 1969 | США       | 27      |

Синглы
| Год  | Сингл          | Чарт              | Позиция |
| ---- | -------------- | ----------------- | ------- |
| 1969 | «Time Machine» | Billboard Hot 100 | 48      |
| 1969 | «Time Machine» | Canada            | 43      |
| 1970 | «Heartbreaker» | Billboard Hot 100 | 72      |
| 1970 | «Heartbreaker» | Canada            | 58      |